# Mar de la Xina Oriental
La mar de la Xina Oriental és una mar costanera de l'est d'Àsia i forma part de l'oceà Pacífic. Cobreix una àrea d'1.249.000 km². Està limitada a l'est per les illes japoneses de Kyushu i Ryukyu, al sud per Taiwan i a l'oest per la Xina continental. Està connectada amb la mar de la Xina Meridional per l'estret de Taiwan, i amb la mar del Japó per l'estret de Corea; al nord, s'obre a la mar Groga. Mar de la Xina Oriental és designat com a nom formal per l'Organització Hidrogràfica Internacional (OHI) i s'utilitza internacionalment.
El mar de la Xina Oriental limita a l'est i al sud-est amb la part mitjana de la primera cadena d'illes de la part continental d'Euràsia oriental, incloent-hi l'illa japonesa de Kyūshū i les Illes Nansei, i al sud amb l’illa de Taiwan. Connecta amb el mar del Japó al nord-est a través de l'estret de Corea, el Mar de la Xina Meridional al sud-oest a través de l'estret de Taiwan i el mar de les Filipines al sud-est a través de buits entre les diferents illes Ryukyu (p. ex. Estret de Tokara i Estret de Miyako).
La major part del mar de la Xina Oriental és poc profund, amb gairebé tres quartes parts del mar a menys de 200 m de profunditat, la seva profunditat mitjana és de 350 m, mentre que la profunditat màxima, aconseguida a la fossa d'Okinawa, és de 2716 m.
Els territoris riberencs de la mar són (començant al nord i seguint en el sentit de les agulles del rellotge): la República de Corea (Corea del Sud), el Japó, la República de la Xina (Taiwan) i la República Popular de la Xina. En xinès s'anomena la mar de l'Est (东海, Dong Hai), en japonès 東シナ海 (Higashi Shina Kai) i en coreà 동중국해 (Dong Jungguk Hae). A Corea de vegades també en diuen la mar del Sud (Nam Hae).
Entre d'altres, hi desemboca el riu Chang Jiang o Iangtsé. A part de les illes esmentades, a la costa xinesa s'hi troben les de Chongming, Putuoshan i Zhoushan, i al nord de l'arxipèlag de les Ryukyu hi ha les illes Senkaku, administrades pel Japó i reclamades per la Xina.

## Geografia
El mar de la Xina Oriental és un braç de l'oceà Pacífic i cobreix una àrea d'aproximadament 770.000 km². Limita a l'est amb Kyūshū i les Illes Nansei del Japó, al sud amb el mar de la Xina Meridional i a l'oest amb el continent asiàtic. Connecta amb el mar del Japó a través de l'estret de Corea; s'obre al nord al mar Groc.
Els països amb fronteres al mar (en el sentit de les agulles del rellotge des del nord) són: Corea del Sud, Japó, Taiwan i la Xina.

### Extensió
L'Organització Hidrogràfica Internacional defineix els límits del "Mar de la Xina Oriental (Tung Hai)" de la següent manera:
Al sud.
El límit septentrional del mar del Sud [Des de Fuki Kaku, el punt nord de Formosa fins a Kiushan Tao (illa Turnabout) fins al punt sud d’Haitan Tao (25°25' N) i des d'aquí cap a l'oest en el paral·lel de 25°24' nord fins a la costa de Fujian ], des de Santyo la punta nord-est de Formosa fins a la punta oest de l'illa Yonakuni i des d'allí fins a Haderuma Sima (24°03′ N, 123°47′ E).
A l'est.
Des de Haderuma Sima una línia que inclou les Illes Miyako fins al punt est de Miyako Sima i des d'allí fins a Okinan Kaku, l'extrem sud de l'Illa d'Okinawa a través d'aquesta illa fins a Ada-Ko Sima (illa de Sidmouth) fins al punt est de Kikai Sima (28). °20' N) a través de Tanegashima (30°30' N) fins al seu punt nord i fins a Hi-Saki (31°17' N) a Kyūshū.
Al nord.
Des de Nomo Saki (32°35' N) a Kyusyu fins a la punta sud de Hukae Sima (Goto Retto) i a través d'aquesta illa fins a Ose Saki (cap Goto) i fins a Hunan Kan, la punta sud de Jeju-do (Quelpart), travessant aquesta illa fins al seu extrem occidental i des d'allí al llarg del paral·lel de 33°17' nord fins al continent.
A l'oest.
El continent de la Xina.

### Rius
El riu Iang-Tsé (Chang Jiang) és el riu més gran que desemboca al mar de la Xina Oriental.

### Illes i esculls
- Illa Tong

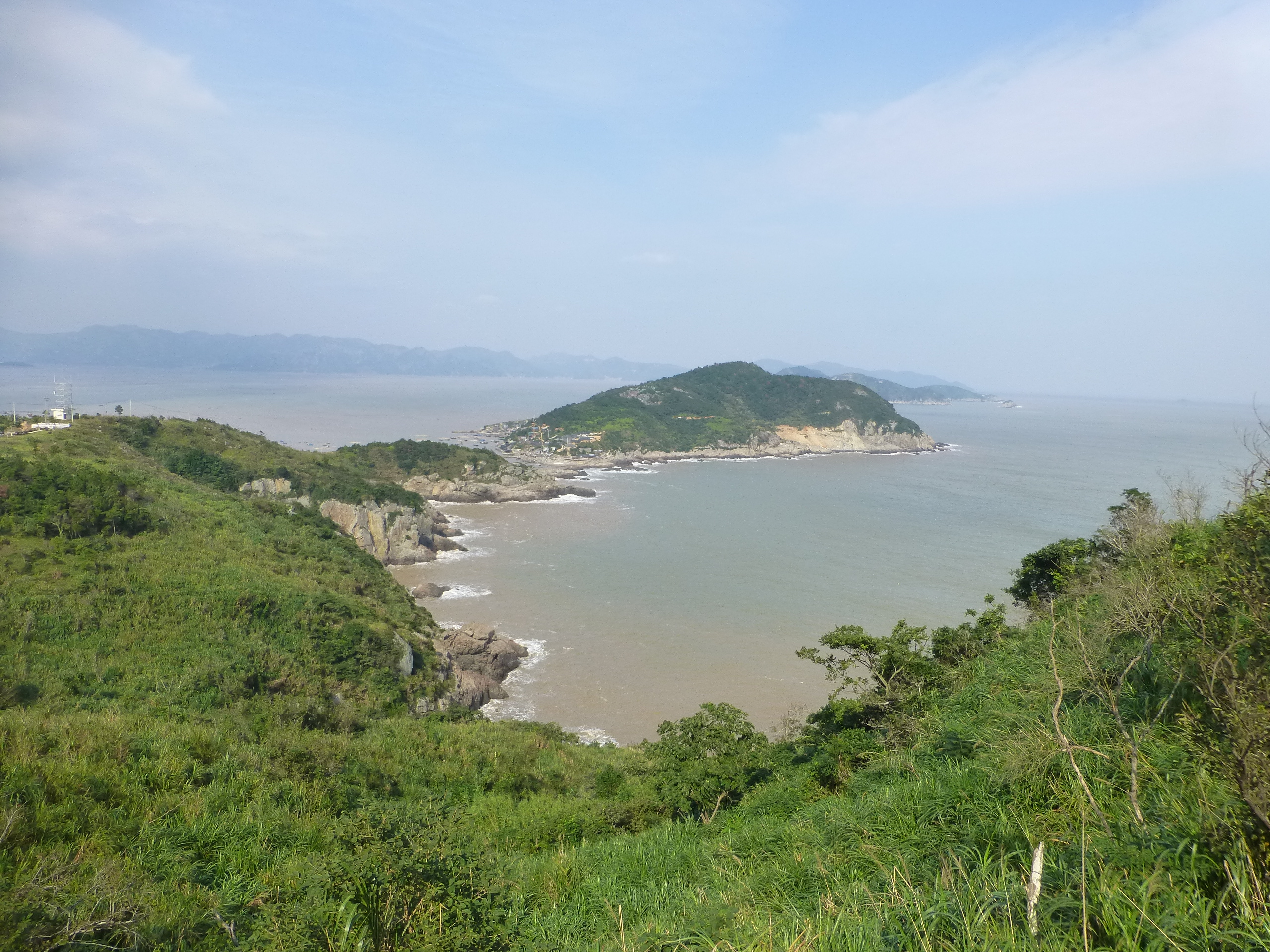
Costa del mar de la Xina Oriental al comtat de Cangnan, Zhejiang

Hi ha un grup d’esculls submergits al nord del mar de la Xina Oriental. Això inclou:
- Socotra Rock, també anomenat Suyan Rock o Ieodo, objecte d'una disputa sobre ZEE entre la República Popular de la Xina i Corea del Sud.

- Roca Hupijiao (虎皮礁 )

- Roca Yajiao (鴨礁 )

## Nom
El mar s'anomena Mar de l'Est en xinès (東海; Dōng Hǎi), i és un dels quatre mars de la literatura xinesa. Hi ha altres tres mars, un per a cadascuna de les quatre direccions cardinals.
Fins a la Segona Guerra Mundial, el mar es deia 東支那海
```
(
Higashi Shina Kai
; "Mar de Shina oriental") en japonès. El 2004, els documents oficials del 
Ministeri d'Afers Exteriors del Japó
 i d'altres departaments van canviar al nom 
東シナ海

(pronunciat igual), que s'ha convertit en l'ús estàndard al Japó.
```

A Indonèsia el mar es coneix com Laut Cina Timur (mar de la Xina Oriental). Aquest nom va ser utilitzat oficialment pel govern indonesi fins al 2014, quan Indonèsia va canviar l'ús de la paraula Cina a Tiongkok; des de llavors, el nom Laut Tiongkok Timur es va convertir en un ús estàndard a Indonèsia. Malgrat això, molts mitjans i publicacions indonèsia continuen utilitzant l'antic nom del mar.

## Història

### Caça de balenes
Els baleners nord-americans van navegar per la Balena franca del Pacífic nord al mar entre 1849 i 1892.

## Recursos naturals
La República Popular de la Xina ha descobert recentment que hi ha una gran bossa de gas natural sota la mar de la Xina Oriental, una part de la qual es troba a la zona econòmica exclusiva (ZEE) xinesa, mentre que la resta està a la zona que es disputen el Japó i la Xina. De moment la Xina ja ha obert el camp d'extracció de gas de Chunxiao dins la seva ZEE (que es troba a tan sols 4 km del límit de la ZEE reclamada pel Japó); el Japó també mira la manera de participar en l'extracció d'aquest gas.

## Disputa territorial

### Conflictes de ZEE
Hi ha disputes entre la Xina (RPC), Japó, Taiwan i Corea del Sud sobre l'extensió de les seves respectives zones econòmiques exclusives (ZEE).
La disputa entre la RPC i el Japó es refereix a la diferent aplicació de la Convenció de les Nacions Unides sobre el Dret de la Mar (UNCLOS) de 1982, que ambdós països han ratificat. La Xina i el Japó reclamen drets de ZEE de 200 milles nàutiques, però l'amplada del mar de la Xina Oriental és de només 360 milles nàutiques. La Xina va proposar l'aplicació de l'UNCLOS, tenint en compte la prolongació natural de la seva plataforma continental, defensant que la ZEE s'estén fins a la Fossa d'Okinawa. El seu Ministeri d'Afers Exteriors ha afirmat que «la prolongació natural de la plataforma continental de la Xina al mar de la Xina Oriental s'estén fins a la Fossa d'Okinawa i més enllà de les 200 milles nàutiques des de les línies de base a partir de les quals es mesura l'amplada del mar territorial de la Xina». que és aplicable a les disposicions pertinents de la UNCLOS que donen suport al dret de la Xina a la plataforma natural. El 2012, la Xina va presentar a l'ONU una presentació en virtut de la UNCLOS sobre els límits exteriors de la plataforma continental. Tanmateix, el Japó reclama uns 40.000 quilòmetres quadrats d'aquest territori com a ZEE pròpia perquè es troba a 200 milles nàutiques (370 km) de la seva costa, i així va proposar la divisió de la línia mediana de la ZEE.
D'octubre a novembre del 2004, el Japó va identificar que un submarí xinès havia entrat en aigües territorials nipones. Els guardacostes japonesos van intentar fer-lo pujar a la superfície, però el submarí xinès es va escapolir i segurament va tornar a la base marítima de Qingdao.

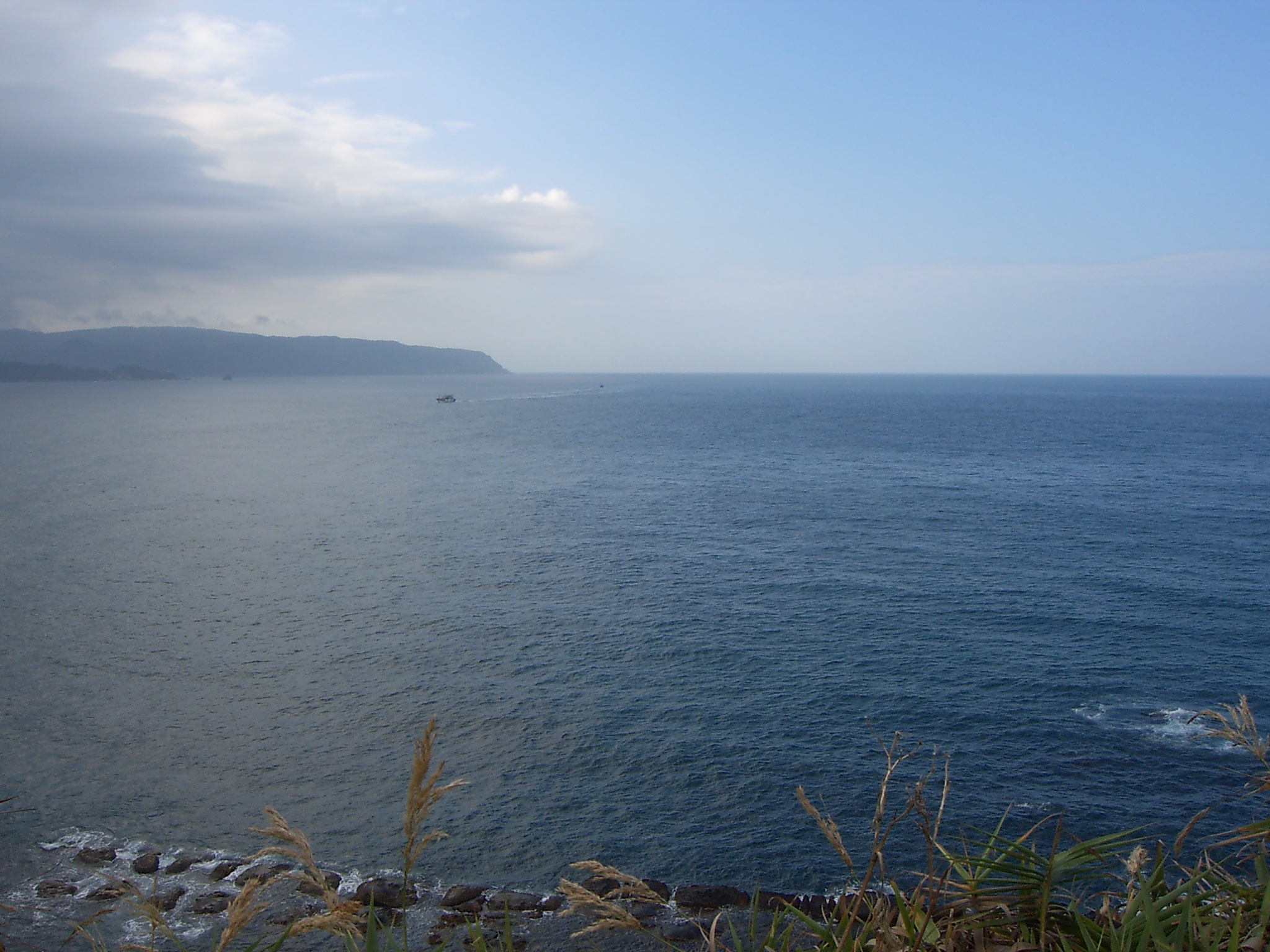
Vista del mar de la Xina Oriental des de Yeliou, Taiwan

El 1995, la República Popular de la Xina (RPC) va descobrir un jaciment de gas natural submarí al mar de la Xina Oriental, el jaciment de gas de Chunxiao, que es troba dins de la ZEE xinesa, mentre que el Japó creu que està connectat a altres possibles reserves més enllà de la línia mitjana. El Japó s'ha oposat al desenvolupament de recursos de gas natural de la RPC al mar de la Xina Oriental, prop de la zona on les reclamacions de la Zona econòmica exclusiva (ZEE) dels dos països es superposen. El desenvolupament específic en disputa és la perforació de la RPC al jaciment de gas de Chunxiao, que es troba en zones indiscutibles del costat de la Xina, a tres o quatre milles (6 km) a l'oest de la línia mitjana proposada pel Japó. El Japó sosté que, tot i que les plataformes del camp de gas de Chunxiao es troben al costat de la RPC d'una línia mitjana que Tòquio considera com el límit marítim de les dues parts, poden accedir a un camp que s'estén sota terra a la zona en disputa. Per tant, el Japó busca una participació en els recursos de gas natural. Es calcula que els jaciments de gas de la zona de Xihu Sag al mar de la Xina Oriental (Can Xue, Baoyunting, Chunxiao, Duanqiao, Wuyunting i Tianwaitian) contenen reserves provades de 364 BCF de gas natural. Les operacions comercials van començar l'any 2006. El juny de 2008, ambdues parts van acordar desenvolupar conjuntament els jaciments de gas de Chunxiao, però mai no han pogut posar-se d'acord sobre com executar el pla.
Les rondes de disputes sobre la propietat de les illes al mar de la Xina Oriental han desencadenat protestes tant oficials com civils entre la Xina i el Japó.
La disputa entre la RPC i Corea del Sud es refereix a Socotra Rock, un escull submergit sobre el qual Corea del Sud ha construït l’Estació d'Investigació Oceànica de Ieodo. Tot i que cap dels dos països reclama la roca com a territori, la RPC s'ha oposat a les activitats coreanes allà com a violació dels seus drets ZEE.

### Marina de la República Popular de la Xina (RPC)
En la seva esfera d'operacions navals al llarg del seu litoral (al mar de la Xina Oriental i Meridional), la Xina avui posseeix més vaixells navals que els de la Marina dels EUA. Els presidents dels Estats Units, Barack Obama i Donald Trump, han donat prioritat a les operacions navals dels EUA, sota el comandament de l'Indo-Pacífic dels EUA, per ampliar la seva esfera d'influència a l'oceà Pacífic, per contrarestar la força creixent de la Xina i per estar preparat per a qualsevol repte imprevist en el futur.

## Activitats militars
Taiwan, Japó, Xina i Corea del Sud realitzen exercicis militars al mar de la Xina Oriental.

## Mar de la Xina Oriental en l'astronomia
Possiblement, el mar de la Xina Oriental (Donghai en xinès) està representat amb l'estrella Eta Serpentis en l'arterisme Mur esquerra, recinte del Mercat Celestial (veure Constel·lacions xineses).